# Софьян, Исмед
Исмед Софьян (индон. Ismed Sofyan; род. 28 августа 1979, Ачех-Тамианг, Ачех) — индонезийский футболист. Выступает за клуб Лиги 2 «Персираджа Банда-Ачех» на позиции правого или крайнего защитника. Исполняет штрафных ударов, а также навесные передачи. Провел 53 матча за сборную Индонезии по футболу.

## Биография

### Клубная карьера
Его первым футбольным клубом стал «Персатуан Сепак Бола Лангса», прежде чем перешел в «Персираджу Банда-Ачех». В 2002 году перешёл на два сезона в футбольный клуб «Шривиджая», а затем подписал контракт с «Персиджа Джакарта», где провёл 20 лет. В «Персиджа Джакарта» выступал с другим популярным игроком Бамбангом Памунгкасом и являлся капитаном команды.

### Международная карьера
С 1997 по 2001 год играл за сборную Индонезии по футболу в возрасте до 19 и до 23 лет. В 2000 году его первым появлением за взрослую команду Индонезии стала игра на Кубке Азии по футболу в Ливане. В 2007 году заменил Буди Сударсоно во втором тайме во второй игре за сборную Индонезию против сборной Саудовской Аравии на Кубке Азии по футболу. Как правый защитник часто появлялся в составе в национальной сборной Индонезии по футболу.

## Награды

### Национальные
Индонезия
- Индонезийский национальный кубок: 2000, 2008;
- Чемпионат АСЕАН по футболу, второе место: 2000, 2004.

### Клубные
Персиджа Джакарта
- Чемпионат Индонезии по футболу: 2018[8];
- Кубок президента Индонезии по футболу: 2018[9].